# Kōh-i Nūr
Kōh-i Nūr (hindi: कोहिनूर, persisk/urdu: کوہ نور, telugu: కోహినూరు) er persisk for Lysbjerget. Det er en diamant på 105 karat eller 21,6 g og har været den største kendte i verden. Den stammer fra en mine ved Guntur i den indiske delstat Andhra Pradesh, men som følge af krige har adskillige monarker ejet diamanten. Den blev endeligt erobret af Det britiske Ostindiske kompagni og blev en del af de britiske kronregalier, da dronning Victoria blev kejserinde af Indien i 1877. Diamanten blev slebet om i 1852. Før vejede den 186 karat.